# 小块土地占有制
小块土地占有制（英語：Run rig / runrig，又称）是苏格兰，特别是在高地和岛屿上实行的土地所有制。该制度用于在敞田上进行作物栽培。

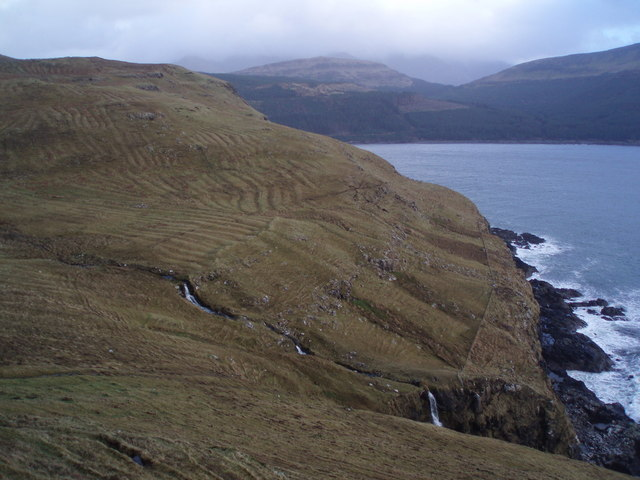
斯凯岛Loch Eynort附近因小块土地占有制留下的条带的遗迹

该制度的起源尚不清楚，但有可能是在中世纪后期采用的，它取代了较早的封闭式田地，后者与更分散的定居方式有关。:149其衰落主要发生在18世纪后半叶和19世纪上半叶。
土地分为镇（town）或鎮區（township），包括一块可耕种的建筑旁的土地（in-bye），以及较大的放牧場和粗放牧场。这些建筑旁土地“in-bye”分为多条带，即“rig(s)”（苏格兰方言，自ridge，指田垄），定期重新分配给镇上的佃户，这样就没有人能长期占用最好的土地。这种定期重新分配可视为是小块土地占有制（run rig）的决定性特征。大多数镇区都由包租户（tacksman）租用，然后转租给实际的佃户。一些包租户可能会在多个镇区租用土地。
小块土地占有制的详细做法因地而异。其中一方面是公共农场的合作程度。 在某些情况下，在使用马帮（horsegangs）犁地时，其责任由佃农分担，因此有明显的公共活动。布雷多尔本（Breadalbane）庄园就是一个例子。但是，在泰里島（Tiree），没有证据表明此类组织存在，当地的耕地几乎全部被犁过了。更复杂的是，高地西部的许多地方都使用苏格兰脚犁来耕作，特别是在赫布里底群岛，因此没有建立共同耕犁队的必要性。:142-143
两种有记载的run rig方法证明了合作水平相对有限。第一个是1785年对布雷多尔本庄园的Netherlorne的调查中。当地典型的镇区有8个佃户，他们会犁所有的可耕种的土地，然后将其划分为质量相当的部分，并分别抽签决定谁将占据哪个部分。然后，每个部分的佃户将准备自己的部分用于播种，并最终收获。第二个案例在North Uist，当地使用铲子和脚犁（caschrom）。在这里，土地在进行任何土壤改良之前就已分割，每块土地完全由占用者单独犁。道奇顺（Dodgshon）讨论了“共同作业是run rig的主要特征”的误解。相反，他说，关键的决定性特征是在耕地上持有混合的地块。他的结论是，run rig不是基于公共所有权的古老管理系统，而是一种珍视私有财产并仅在必要时采用公共活动的系统。
从18世纪中叶开始，由于将建筑旁土地区分为固定租期的小农场，run rig制度在苏格兰逐步被取代，但在赫布里底群岛的某些地区，run rig留存到了20世纪。
在爱尔兰，类似的系统称为rundale。土地租借的Run rig制度不应与Rig and furrow（垄沟，字面意思为「隆起和犁沟」）的农业实践相混淆。后者是缘于将马拉犁沿顺时针方向工作，使犁壁推动犁沟（furrow）向右，从而随着时间的推移在田间产生了永久性的隆起（rigs = ridges）。 